# Lijst van spelers van FK Dukla Banská Bystrica
Deze lijst omvat voetballers die bij de Slowaakse voetbalclub FK Dukla Banská Bystrica spelen of gespeeld hebben. De spelers zijn alfabetisch gerangschikt.

## A
- Jozef Adámik
- Radoslav Augustín

## B
- Peter Babnic
- Milan Bagin
- Stanislav Balaz
- Milan Barna
- Ivan Bartos
- Radek Basta
- Marek Bažík
- Miroslav Bažík
- Tomáš Belic
- Ivan Bilsky
- Vratislav Bobor
- Marian Bochnovic
- Peter Boroš
- Vladimir Borovicka
- Jakub Brašeň
- Karol Brezik
- Marian Brezina
- Tomas Brusko
- Jozef Bubenko
- Marek Bubenko
- Viktor Budínský
- Radek Bukac

## C
- Lubos Chmelik
- Maros Choma
- Peter Chrappan
- Martin Chrien
- Juraj Chupáč
- Miroslav Chvíla
- Tibor Cvacho
- Peter Čvirik

## D
- Miroslav Dasko
- Ondrej Debnar
- Pavol Diňa
- Eduard Došek
- Stanislav Dostál
- Ján Ďurčo
- Peter Durica
- Michal Ďuriš
- Peter Dzurik

## F
- Martin Fabuš
- Lubomir Faktor
- Peter Farkaš
- Michal Faško
- Milan Ferenčík
- Peter Fieber
- Michal Filo
- Aboubacar Fofana

## G
- Vratislav Gajdoš
- Miroslav Gálik
- Milos Gibala
- Pavol Gostič
- Michal Gottwald
- Jaroslav Gramblicka
- Vratislav Greško
- Peter Gunda
- Norbert Gyömbér

## H
- Peter Halaj
- Vladimir Helbich
- Filip Herda
- Andrej Hesek
- Marek Hlinka
- Peter Hoferica
- Norbert Hrnčár
- Peter Hrubina
- Tomáš Hučko
- Viliam Hýravý

## J
- Martin Jakubko
- Marek Janečka
- Anton Jánoš
- Marián Jarabica
- Patrick Johancsik
- Norbert Juracka
- Ladislav Jurkemik

## K
- Zdenko Kamas
- Pavol Kamesch
- Stefan Karasek
- Marek Kaščák
- Dušan Kéketi
- Jaroslav Kentos
- Marian Klago
- Maroš Klimpl
- Robert Kluciar
- Ján Kocian
- Ondrej Kostur
- David Kotrys
- Martin Kotulek
- Marian Kovac
- Ivan Kozák
- Jan Koziak
- Roman Krivjancin
- Radovan Kulik
- Pavol Kulla
- Frantisek Kunzo
- Ľuboš Kupčík
- Marian Kurty
- Marek Kuzma

## L
- Vladimír Labant
- Lukáš Laksík
- Marian Lalik
- Ludovit Lancz
- Ivan Lapsansky
- Martin Laurinc
- Milan Lednický
- Vladimir Leitner
- Tomas Libic
- Ivan Lietava
- Ľubomír Luhový
- Branislav Ľupták

## M
- Jozef Majoroš
- Milan Malatinsky
- Marián Masný
- Jaroslav Masrna
- Lubomir Mati
- Martin Matúš
- Tomas Medved
- Ján Medviď
- Miroslav Mentel
- Mario Michalik
- Pavol Michalík
- Rastislav Michalik
- Sasho Mikhailov
- Juraj Molnar
- Stanislav Moravec
- Jozef Mores
- Rastislav Mores
- Martin Mravec
- Peter Mráz

## N
- Jaroslav Nagy

## O
- Martin Obsitník
- Branislav Obžera
- Peter Očovan
- Ivan Ondruška

## P
- Milan Páleník
- Marcel Palic
- Jozef Palo
- Michal Pančík
- Tomas Pancik
- Lubomir Pauk
- Viktor Pečovský
- Michal Peňaška
- Marek Penksa
- Peter Penov
- Lubos Pernis
- Attila Petrik
- Róbert Pich
- Branislav Pindroch
- Jozef Pisar
- Ján Pivarník
- Roman Pivarník
- Dalibor Pleva
- Matej Podstavek
- Martin Poljovka
- Jaroslav Pollák
- Jakub Považanec
- Karol Prazenica
- Jaroslav Prekop

## R
- Dušan Radolský
- Róbert Rák
- Rudolf Rehák
- Jozef Rejdovian
- Andrej Rendla
- Michal Rusnak
- Stefan Rusnak
- Peter Rybar

## S
- Jan Safranko
- Viktor Sakhnyuk
- Kornel Saláta
- Saša Savič
- Jozef Schelling
- Ivo Schmucker
- Pavol Sedlák
- Marek Seman
- Robert Semenik
- Mouhamadou Seye
- Vladimír Sivý
- Fabián Slančík
- Gabriel Snitka
- Jan Solar
- Marek Šovčík
- Jaroslav Sovic
- Miroslav Sovic
- Oskar Straka
- Roman Strba
- Marian Strelec
- Tomáš Strnad
- Peter Stuber
- Tomáš Stúpala
- Peter Sulek
- Martin Svintek
- Gabriel Szurdi

## T
- Marián Takáč
- Dionatan Teixeira
- Ladislav Tomaček
- Martin Tomas
- Dusan Toth
- Miroslav Toth
- Matúš Turňa

## U
- Denis Urgela
- Rastislav Urgela
- Dušan Uškovič

## V
- Patrik Vajda
- Jozef Valkucak
- Stanislav Velicky
- Vladimir Vesely
- Jan Vician
- Pavel Vrána
- Dušan Vrťo
- Milan Vukovič
- Lubomir Vyskoc

## W
- Radim Wozniak

## Z
- Richard Zajac
- Karel Zárský
- Tibor Zatek
- Peter Zelenský